# Auslandshandelskammer USA

Logo der AHK USA

Im Verbund der Auslandshandelskammer USA (AHK USA) präsentieren sich die Deutsch-Amerikanischen Handelskammern in Atlanta, Chicago, Houston, New York, Philadelphia und San Francisco. Mit insgesamt zirka 2.500 Mitgliedern sowie Kontakten zu Verbänden, staatlichen Institutionen und Unternehmen, verfügt die im Jahr 1872 gegründete AHK USA über ein weites transatlantisches Netzwerk. Zu diesem Netzwerk gehören auch deutsch-amerikanische Wirtschaftsorganisationen, die als „Chapters“ oder „Affiliates“ den AHKs angeschlossen sind. Die AHKs sind in Deutschland verbunden mit dem Netzwerk der deutschen Industrie- und Handelskammern (IHKs). Dachorganisation der IHKs ist der Deutsche Industrie- und Handelskammertag (DIHK), der auch das AHK-Netzwerk koordiniert und betreut. Zusätzlich agiert der Repräsentant der Deutschen Wirtschaft (RGIT) mit Sitz in Washington, DC, als Interessenvertretung der deutschen Wirtschaft gegenüber der US-Regierung und weiteren internationalen Organisationen vor Ort. An 120 Standorten in 80 Ländern weltweit bieten Deutsche Auslandshandelskammern (AHKs) ihre Erfahrungen, Verbindungen und Dienstleistungen deutschen wie ausländischen Unternehmen an. Ihren Dienstleistungsbereich haben die AHKs weltweit unter der Marke DEinternational vereinheitlicht. Dabei arbeiten die AHKs eng mit der Wirtschaftsförderungsgesellschaft der Bundesrepublik Deutschland zusammen – Germany Trade and Invest (GTAI).

## Mitgliedschaft
Die AHK USA sind Ansprechpartner für die bilaterale Wirtschafts- und Investitionsförderung zwischen den USA und Deutschland. Seit über 60 Jahren ermöglicht die AHK USA durch verschiedene Aktivitäten und Veranstaltungen den Kontaktaufbau zwischen deutschen und amerikanischen Unternehmen. Es wurde ein umfangreiches Mitgliedernetzwerk mit zirka 2.500 Vertretern aus Wirtschaft und Gesellschaft aufgebaut. Mitglieder haben Zugang zu einem Netzwerk potenzieller Partner und Interessenten, erhalten Einladungen zu ausgewählten Veranstaltungen mit exklusiven Sponsoringmöglichkeiten und erhalten Zugang zu Onlinedatenbanken, transatlantischen Publikationen.

## Dienstleistungen
- Allgemeine Anfragen & Kontaktvermittlung
- Marktanalyse
- Recht & Steuern
- Geschäftspräsenz
- Standortsuche
- Adressrecherche & Mailings
- Geschäftspartnersuche
- Messeunterstützung
- J-1 Visum
- Personalrekrutierung/-vermittlung

## Vertretungen
| Main offices    | Branch offices       |
| --------------- | -------------------- |
| Atlanta Office  | Houston Office       |
| Chicago Office  | Philadelphia Office  |
| New York Office | San Francisco Office |